# Sedgemoor
Sedgemoor é um município da Inglaterra localizado em Somerset.
Se localiza no sul da Inglaterra.